# Akhmin Facula
L'Akhmin Facula è una struttura geologica della superficie di Ganimede.